# Michael Barrios
Pour les articles homonymes, voir Barrios.
Michael Barrios, né le 21 avril 1991 à Barranquilla, est un footballeur colombien jouant au poste d'attaquant.

## Biographie
Le 19 février 2015, Barrios signe en MLS avec le club du FC Dallas. Après deux saisons passées avec les Rapids du Colorado, il est transféré au Galaxy de Los Angeles le 3 août 2023.

## Palmarès
Avec le FC Dallas, il remporte la Coupe des États-Unis en 2016.